# Lampa pręcikowa

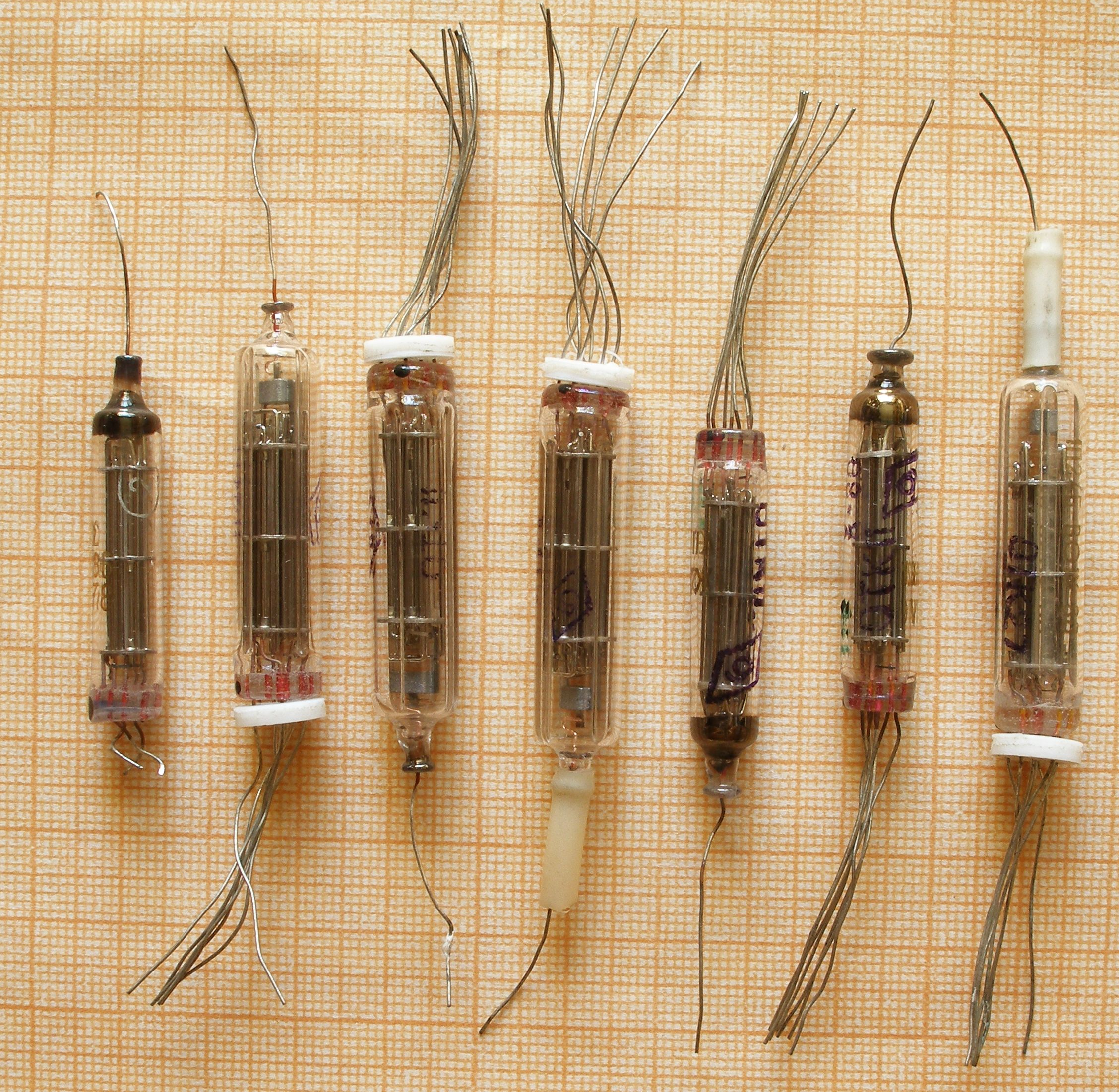
Radzieckie lampy pręcikowe

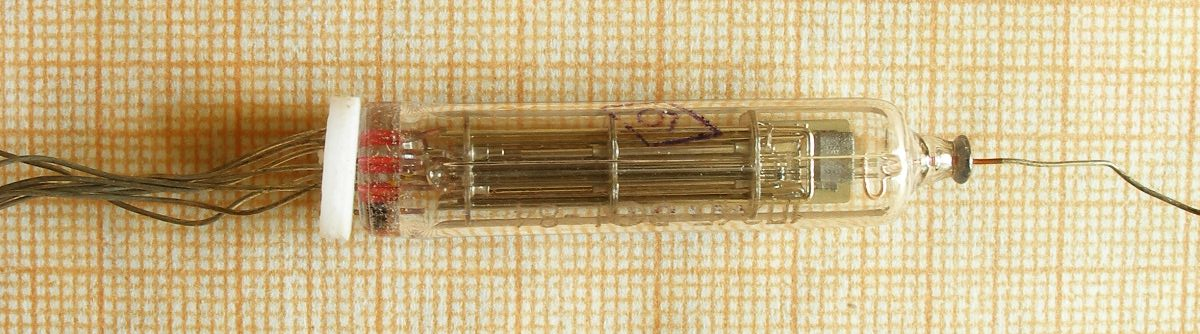
Lampa 1P24B (1П24Б) - w szklanej bańce widoczne elektrody pręcikowe

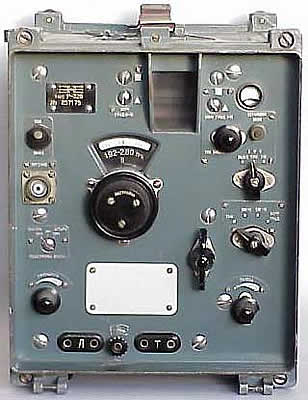
Wojskowy odbiornik radiowy R-326 na lampach pręcikowych

Lampa pręcikowa – rodzaj subminiaturowej lampy elektronowej, w której tradycyjne siatki zostały zastąpione przez  pary elektrod prętowych (pręcików). Lampa tego typu została skonstruowana  w ZSRR w latach 50. XX w. i była tam produkowana na masową skalę w kilkunastu typach do końca następnego dziesięciolecia. W porównaniu z lampami z siatkami tradycyjnymi lampy pręcikowe wyróżniają się mniejszymi stratami energii na anodzie, mniejszymi pojemnościami międzyelektrodowymi, a także  większą wytrzymałością mechaniczną, stabilnością oraz niezawodnością. Wadą tych lamp jest stosunkowo niskie nachylenie charakterystyki statycznej S − rzędu 1÷3 mA/V (większość pentod klasycznych ma S≥5 mA/V). 
Lampy pręcikowe znalazły szerokie zastosowanie w ówczesnej radzieckiej wojskowej i cywilnej aparaturze radiowej (głównie przenośnej i pokładowej), w tym także w technice rakietowej i kosmicznej.

## Produkowane typy
1. 1Ż17B (1Ж17Б)
2. 1Ż18B (1Ж18Б)
3. 1Ż24B (1Ж24Б)
4. 1Ż26A (1Ж26А)
5. 1Ż29B (1Ж29Б)
6. 1Ż30B (1Ж30Б)
7. 1Ż36B (1Ж36Б)
8. 1Ż37B (1Ж37Б)
9. 1Ż42A (1Ж42А)
10. 1P5B (1П5Б)
11. 1P22B-W (1П22Б-В)
12. 1P24B-W (1П24Б-В)
13. 1P32B (1П32Б)
14. 2P5B (2П5Б)

Lampy 1Ż30B, 1Ż42А są przystosowane do pracy przy niskim napięciu anodowym (12 i 6 V). Typy: 1Ż29B, 1Ż36B, 1P22B, 1P32B, 2P5B posiadają podwójne włókno żarzenia, które może być zasilane równolegle (Uż=1,2 V) lub szeregowo (Uż=2,4 V). Natomiast lampy 1Ż36B i 1P32B mają podwyższoną odporność na wstrząsy oraz mały okres użytkowania (rzędu kilku godzin) i są przeznaczone dla aparatury pokładowej jednorazowego użytku np. w głowicach rakiet lub pociskach artyleryjskich.